# Shearwater
Gli Shearwater sono un gruppo indie rock statunitense, formatosi ad Austin, Texas, nel 1999 dai membri degli Okkervil River, Jonathan Meiburg e Will Sheff, anche se Sheff non rimase a lungo con gli Shearwater.

## Storia
Jonathan Meiburg e Will Sheff, che hanno iniziato la loro collaborazione come membri degli Okkervil River, avviarono il progetto Shearwater nel 2001 probabilmente per poter lavorare a delle canzoni più soft, che avevano iniziato a scrivere insieme.
Il nome della band prende spunto dalla berta, un uccello marino della stessa famiglia degli albatros e della procellaria. Sembra che Meiburg, esperto ornitologo, abbia scelto il nome del gruppo per il suono onomatopeico.
The Dissolving Room, fu il primo lavoro del gruppo, la formazione era composta da Sheff, Meiburg, la ex-moglie Kate Burke al contrabbasso e Thor Harris alla batteria e al vibrafono.
L'arrivo del polistrumentista Howard Draper, i numerosi tour con valenti gruppi di supporto quali The Mountain Goats, Akron/Family e Blonde Redhead, li hanno portati alla fama.
Contemporaneamente la loro produzione musicale si evolve attraverso album quali Everybody Makes Mistakes, Winged Life e Thieves.
Nel 2006 gli Shearwater pubblicarono il loro quarto album in studio, Palo Santo, che ottenne un grande successo di pubblico e di critica.
La Matador Records pubblicò il 3 giugno 2008 il loro quinto album: Rook. Nel tour che seguì furono di apertura per i Clinic. e i Coldplay Nei concerti di quel periodo si unirono alla band Jordan Geiger dei Hospital Ships e Minus Story (cornetta, sintetizzatore e percussioni) e Kevin Schneider dei Black Before Red (tastiera, basso e chitarra), che sostituì Howard Draper.
Il 23 febbraio 2010, la band pubblicò il loro sesto album, The Golden Archipelago, prodotto da John Congleton.
Presentarono il nuovo album nel tour internazionale della primavera del 2010, che ebbe come band di supporto i Wye Oak e gli Hospital Ships. Furono aggiunte delle date americane, che videro come ospite d'onore Damien Jurado.
Il 6 novembre 2010 la band ha pubblicato un album interamente strumentale, Shearwater is Enron; è stato registrato nella primavera del 2010 contenente materiale live raccolto durante una performance effettuata sotto lo pseudonimo di Enron.  Nel nuovo lavoro si ritrovano sperimentazioni musicali non tipiche del sound della band: tracce di batteria elettronica e di un'urlante chitarra rock.
Gli artisti degli Wye Oak e Hospital Ships diedero il loro supporto alla registrazione del live.
Il lavoro successivo della band è stato registrato nel 2011, ma pubblicato il 14 febbraio 2012 con il titolo di Animal Joy.

## Formazione

### Formazione attuale
- Jonathan Meiburg - tastiera, fisarmonica, banjo, chitarra elettrica e voce
- Kimberly Burke - contrabbasso
- Thor Harris - batteria e vibrafono

### Iniziale
- Will Sheff - voce, chitarra e armonica
- Jonathan Meiburg - tastiera, fisarmonica, banjo, chitarra elettrica e voce
- Kimberly Burke - contrabbasso

### Ex componenti
- Will Sheff - voce, chitarra e armonica
- Howard Draper - basso, lap steel guitar e tastiera
- Jordan Geiger - cornetta, sintetizzatore, percussioni
- Kevin Schneider - tastiera, basso e chitarra

## Discografia

### Album
- 2001 – The Dissolving Room (Grey Flat)
- 2002 – Everybody Makes Mistakes (Misra Records)
- 2004 – Winged Life (Misra Records)
- 2006 – Palo Santo (Misra Records)
- 2008 – Rook (Matador Records)
- 2010 – The Golden Archipelago (Matador Records)
- 2010 – Shearwater Is Enron (autoprodotto)
- 2012 – Animal Joy (Sub Pop Records)
- 2013 – Fellow Travelers (Sub Pop Records)
- 2014 – Missing Islands: Demos and Outtakes 2007-2012 (autoprodotto)
- 2016 – Jet Plane and Oxbow (Sub Pop Records)
- 2022 - The Great Awakening

### EP
- 2005 – Thieves (Misra Records)
- 2008 – The Snow Leopard (Matador Records)

### Split album
- 2004 –  Sham Wedding/Hoax Funeral